# Oligonychus exsiccator
Oligonychus exsiccator är en spindeldjursart som först beskrevs av Leo Zehntner 1897.  Oligonychus exsiccator ingår i släktet Oligonychus och familjen Tetranychidae. Inga underarter finns listade i Catalogue of Life.